# Zbigniew Makowski (malarz)

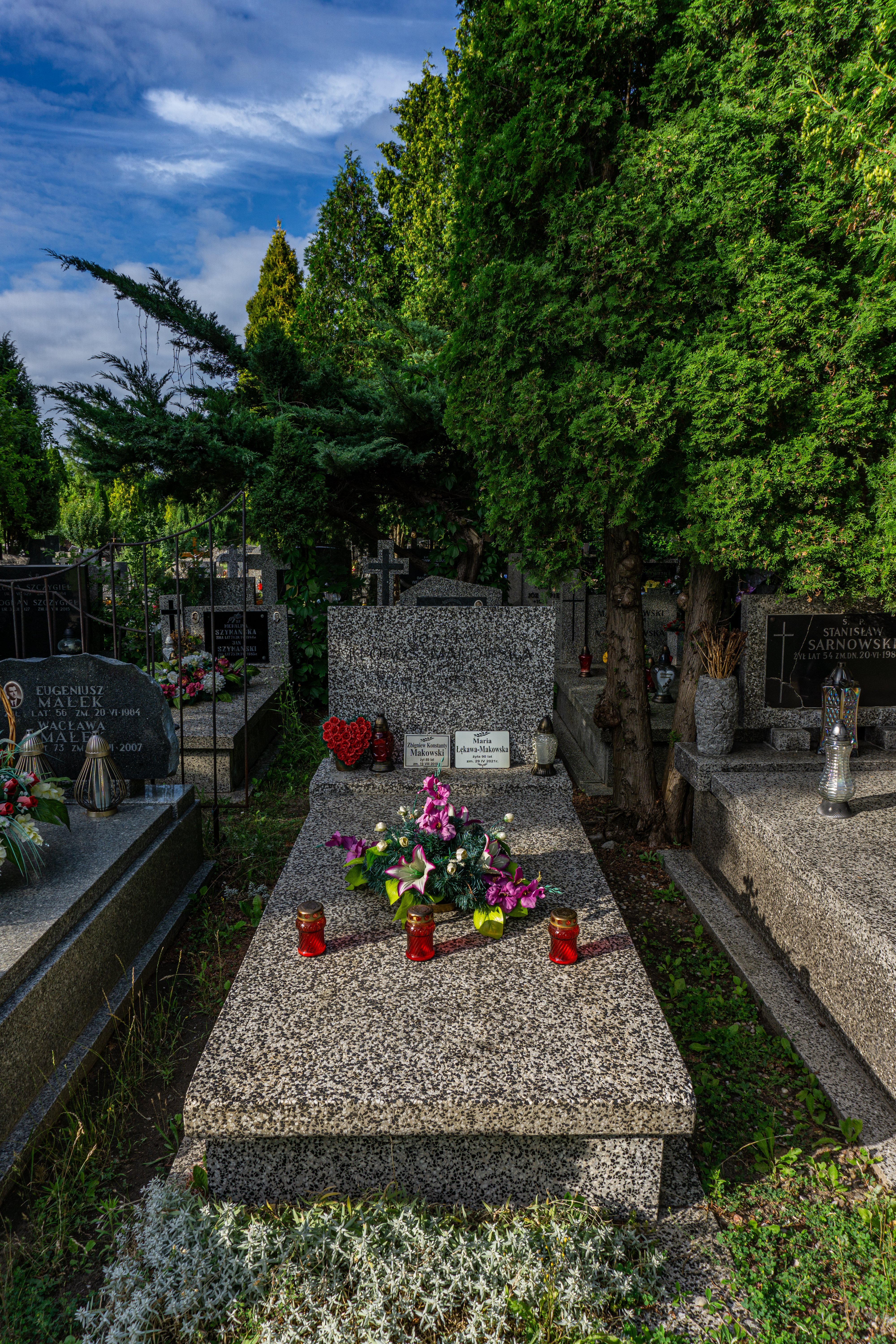
Grób Zbigniewa Makowskiego na cmentarzu Komunalnym Północnym w Warszawie

Zbigniew Konstanty Makowski (ur. 31 stycznia 1930 w Warszawie, zm. 19 sierpnia 2019 tamże) – polski malarz współczesny.

## Życiorys
W latach 1950–1956 studiował w warszawskiej Akademii Sztuk Pięknych pod kierunkiem Kazimierza Tomorowicza. W latach 60. poznał w Paryżu André Bretona i środowisko ówczesnych surrealistów, z którymi czuł się związany przez całe życie.
Zajmował się malarstwem, rysunkiem, poezją oraz tworzeniem unikatowych książek. Otrzymał m.in. Nagrodę Krytyki Artystycznej im. Cypriana Kamila Norwida w 1973  oraz Nagrodę im. Jana Cybisa w 1992. W 2012 roku został laureatem XI edycji Nagrody im. Kazimierza Ostrowskiego.
Jego kompozycja Mirabilitas secundum diversos modos exire potest a rebus została podarowana przez rząd polski genewskiej siedzibie ONZ. Prace Makowskiego znajdują się w zbiorach między innymi Kunsthalle w Düsseldorfie, Stedelijk Museum w Amsterdamie, Museum of Modern Art w Miami, Museum of Modern Art w Nowym Jorku, Musée d’Art Moderne de la Ville de Paris – Galerie Jeanne Bucher w Paryżu, Museu de Arte Moderna w Rio de Janeiro, Boymans van Beuningen Museum w Rotterdamie, a także w muzeach i galeriach w Polsce i w kolekcjach osób prywatnych.
Ojciec Mirosława Makowskiego.